# SOM (ミサイル)
SOM（トルコ語: Satha Atılan Orta Menzilli Mühimmat）は、トルコの宇宙技術研究機構防衛産業研究開発研究所（TÜBİTAK-SAGE）が開発した次世代空中発射型巡航ミサイル。2006年から開発が開始され、2011年6月4日に開催されたトルコ空軍創設100周年記念式典で初公開された。
固定目標および移動目標に対応可能な長射程のスタンド・オフ・ミサイルで、製造と輸出はロケットサンが担当している。

## 概要
SOMは、防空システムの迎撃範囲外から深部の地上および水上の高価値目標を攻撃可能であり、中間誘導に地形照合（英語: Terrain Contour Matching、略称：TERCOM）を備えた慣性航法装置（英語: Inertial Navigation System、略称：INS）とグローバル・ポジショニング・システム（GPS）による誘導、終末誘導用には画像赤外線シーカーを搭載、対電子妨害能力を備え、GPS妨害環境下でも地形照合と画像赤外線を活用することでGPSなしでの誘導が可能である。
ミサイル本体はレーダー反射断面積（英語: Radar Cross-section、略称：RCS）を最小限に抑え、ステルス性を確保した形状となっており、軽量の複合材料を採用したモジュール設計となっている。弾頭は爆風破砕型とタンデム型を選択可能である。
エンジンには国産のカレ・アルゲ製 KTJ-3200ターボジェットエンジンを搭載し、マッハ0.95での飛行が可能である。

## 量産
トルコ大統領府国防産業庁は2018年10月26日、SOMの生産企業としてロケットサンと契約締結し、量産体制への移行を発表した。

## 型式
SOM-A
爆風破砕弾頭、INS/GPS誘導型。
SOM-B1
爆風破砕弾頭、INS/GPS/IIR誘導型
SOM-B2
強化目標対応、タンデム弾頭、INS/GPS/IIR誘導型
SOM-C1
移動目標対応、爆風破砕弾頭、INS/GPS/IIR誘導型（開発中）
SOM-C2
強化移動目標対応、タンデム弾頭、INS/GPS/IIR誘導型（開発中）
SOM-J
対艦目標対応、AP弾頭、INS/GPS/IIR誘導型（開発中）

## 採用国
- トルコ[10]
- アゼルバイジャン[11]